# Olga Bogdanova
Olga Bogdanova (în rusă Ольга Богданова; n. 7 august 1951, Sculeni, raionul Ungheni, RSS Moldovenească, URSS) este o actriță sovietică și rusă, „Artistă emerită” a Federației Ruse (distinsă în 1998). Actualmente joacă în Teatrul Armatei ruse din Moscova.

## Biografie
S-a născut în satul Sculeni, raionul Ungheni, fosta RSS Moldovenească, URSS. A absolvit cu medalia de aur școala din localitate. Ulterior, a finisat cu onoruri Școala de Teatru de Artă din cadrul Teatrului de Artă „A.P. Cehov” din Moscova, după care a fost admisă la Teatrul „Sovremennik”, unde a activat timp de un an. Începând cu anul 1973, face parte din trupa Teatrului Central al armatei sovietice (rusești), unde lucrează până în prezent.
În timp ce studia în primul an, a jucat în cunoscutul film sovietic „12 scaune” al lui Leonid Gaidai, în rolul cameo al unei fete dintr-o licitație.
În postura de actriță de teatru a vizitat mai multe locuri de conflict: Afganistan, Cecenia, de trei ori Cernobîlul.  